# Rakouská úžina

Mapa Země Františka Josefa

Rakouská úžina (rusky Австрийский пролив) je průliv ve východní části souostroví Země Františka Josefa v  Archangelské oblasti v Rusku. První zprávu o něm podala Rakousko-uherská expedice k severnímu pólu v roce 1874, která úžinu rovněž pojmenovala.
Rakouská úžina odděluje nejvýchodnější skupinu ostrovů od zbytku souostroví Země Františka Josefa. Na severu začíná úžina u jižního konce Salisburyho ostrova pokračuje zprvu jižním a poté jihovýchodním směrem podél západního pobřeží Wilczekovy země, kterou odděluje od Hallova ostrova na jihozápadě. Na svém jihozápadním konci úžina ústí do Barentsova moře. 
Úžina je 60 km dlouhá, nejméně 14 km široká a její hloubka se pohybuje od 22 do 280 m.